# Arrondissement de Colmar-Ribeauvillé
L'arrondissement de Colmar-Ribeauvillé est une division administrative française, située dans la circonscription administrative du Haut-Rhin sur le territoire de la collectivité européenne d'Alsace. 
Il est né de la fusion entre l'arrondissement de Colmar et l'arrondissement de Ribeauvillé, le 1er janvier 2015.

## Histoire
Par suite d'une volonté de l'État de réorganiser la carte des arrondissements en voulant prendre en compte les limites des EPCI, l'arrondissement de Ribeauvillé a été rattaché à celui de Colmar le 1er janvier 2015 et renommé Colmar-Ribeauvillé.

## Composition

### Composition avant 2015
- canton d'Andolsheim
- canton de Colmar-Nord
- canton de Colmar-Sud
- canton de Kaysersberg
- canton de Lapoutroie
- canton de Munster
- canton de Neuf-Brisach
- canton de Ribeauvillé
- canton de Sainte-Marie-aux-Mines
- canton de Wintzenheim

### Découpage communal depuis 2015
Depuis 2015, le nombre de communes des arrondissements varie chaque année soit du fait du redécoupage cantonal de 2014 qui a conduit à l'ajustement de périmètres de certains arrondissements, soit à la suite de la création de communes nouvelles. Le nombre de communes de l'arrondissement de Colmar-Ribeauvillé est ainsi de 94 en 2015, 91 en 2016 et 98 en 2017.
Au 1er janvier 2024, l'arrondissement groupe les 98 communes suivantes :
1. Algolsheim
2. Ammerschwihr
3. Andolsheim
4. Appenwihr
5. Artzenheim
6. Aubure
7. Balgau
8. Baltzenheim
9. Beblenheim
10. Bennwihr
11. Bergheim
12. Biesheim
13. Bischwihr
14. Blodelsheim
15. Le Bonhomme
16. Breitenbach-Haut-Rhin
17. Colmar
18. Dessenheim
19. Durrenentzen
20. Eguisheim
21. Eschbach-au-Val
22. Fessenheim
23. Fortschwihr
24. Fréland
25. Geiswasser
26. Griesbach-au-Val
27. Grussenheim
28. Guémar
29. Gunsbach
30. Heiteren
31. Herrlisheim-près-Colmar
32. Hettenschlag
33. Hirtzfelden
34. Hohrod
35. Horbourg-Wihr
36. Houssen
37. Hunawihr
38. Husseren-les-Châteaux
39. Illhaeusern
40. Ingersheim
41. Jebsheim
42. Katzenthal
43. Kaysersberg Vignoble
44. Kunheim
45. Labaroche
46. Lapoutroie
47. Lièpvre
48. Logelheim
49. Luttenbach-près-Munster
50. Metzeral
51. Mittelwihr
52. Mittlach
53. Muhlbach-sur-Munster
54. Munchhouse
55. Munster
56. Muntzenheim
57. Nambsheim
58. Neuf-Brisach
59. Niedermorschwihr
60. Obermorschwihr
61. Obersaasheim
62. Orbey
63. Ostheim
64. Porte du Ried
65. Ribeauvillé
66. Riquewihr
67. Rodern
68. Roggenhouse
69. Rombach-le-Franc
70. Rorschwihr
71. Rumersheim-le-Haut
72. Rustenhart
73. Sainte-Croix-aux-Mines
74. Sainte-Croix-en-Plaine
75. Saint-Hippolyte
76. Sainte-Marie-aux-Mines
77. Sondernach
78. Soultzbach-les-Bains
79. Soultzeren
80. Stosswihr
81. Sundhoffen
82. Thannenkirch
83. Turckheim
84. Urschenheim
85. Vœgtlinshoffen
86. Vogelgrun
87. Volgelsheim
88. Walbach
89. Wasserbourg
90. Weckolsheim
91. Wettolsheim
92. Wickerschwihr
93. Widensolen
94. Wihr-au-Val
95. Wintzenheim
96. Wolfgantzen
97. Zellenberg
98. Zimmerbach

## Démographie
En 2022, l'arrondissement comptait 211 108 habitants.
| 1968    | 1975    | 1982    | 1990    | 1999    | 2006    | 2011    | 2016    | 2021    |
| ------- | ------- | ------- | ------- | ------- | ------- | ------- | ------- | ------- |
| 157 878 | 170 277 | 172 214 | 177 432 | 188 566 | 144 701 | 144 701 | 211 668 | 211 178 |

| 2022    | - | - | - | - | - | - | - | - |
| ------- | - | - | - | - | - | - | - | - |
| 211 108 | - | - | - | - | - | - | - | - |